# Liste des pays participant aux concours Manhunt international
Voici une liste des pays qui ont participé au moins une fois au concours Manhunt international.

## Afrique
| Pays               | Première participation | Meilleur résultat          |
| ------------------ | ---------------------- | -------------------------- |
| Afrique du Sud     | 1994                   | MANHUNT INTERNATIONAL 1995 |
| Angola             | 2001                   | 4e dauphin 2008            |
| Égypte             | 2006                   | -                          |
| Ghana              | 2005                   | -                          |
| Guinée équatoriale | 2008                   | -                          |
| Maroc              | 2008                   | MANHUNT INTERNATIONAL 2008 |
| Nigeria            | 1999                   | -                          |
| Zaïre              | 1993                   | -                          |

Notes :
- Le Zaïre porte le nom de République démocratique du Congo depuis 1997.

## Amériques
| Pays                        | Première participation | Meilleur résultat          |
| --------------------------- | ---------------------- | -------------------------- |
| Aruba                       | 2001                   | -                          |
| Bahamas                     | 1997                   | -                          |
| Bolivie                     | 1995                   | 13e place 2005             |
| Brésil                      | 1995                   | 3e place 2010              |
| Îles Caïmans                | 2000                   | 4e dauphin 2001            |
| Canada                      | 1993                   | 1er dauphin 2007           |
| Colombie                    | 1997                   | -                          |
| Costa Rica                  | 1997                   | 2e dauphin 2008            |
| Cuba                        | 2002                   | 3e dauphin 2002            |
| Curaçao                     | 1999                   | 2e dauphin 2005            |
| Équateur                    | 1999                   | -                          |
| États-Unis                  | 1993                   | MANHUNT INTERNATIONAL 2006 |
| Guatemala                   | 1995                   | -                          |
| Honduras                    | 2001                   | -                          |
| Jamaïque                    | 1999                   | 3e dauphin 1999            |
| Mexique                     | 1998                   | 1er dauphin 2000           |
| Nicaragua                   | 2000                   | 9e place 2005              |
| Panama                      | 1997                   | 5e place 2005              |
| Pérou                       | 1997                   | 9e place 1998              |
| Porto Rico                  | 1994                   | 3e dauphin 1995 et 1997    |
| République dominicaine      | 1995                   | -                          |
| Salvador                    | 1995                   | 8e place 1995              |
| Uruguay                     | 1997                   | -                          |
| Venezuela                   | 1997                   | MANHUNT INTERNATIONAL 1999 |
| Îles Vierges des États-Unis | 1993                   | -                          |

Notes :
- En 2006, Jaime Augusto Mayol représentait l’Est des États-Unis et remporta la compétition, alors que Chris Friel représentait l’Ouest des États-Unis, mais n’a pas réussi à se qualifier.

## Asie
| Pays         | Première participation | Meilleur résultat          |
| ------------ | ---------------------- | -------------------------- |
| Cambodge     | 2005                   | -                          |
| Chine        | 1999                   | MANHUNT INTERNATIONAL 2007 |
| Corée du Sud | 2005                   | 3e dauphin 2008            |
| Hong Kong    | 1995                   | -                          |
| Inde         | 1994                   | MANHUNT INTERNATIONAL 2001 |
| Indonésie    | 1995                   | 12e place 2006             |
| Japon        | 2006                   | -                          |
| Kazakhstan   | 1995                   | 4e dauphin 1995            |
| Liban        | 2005                   | 11e place 2005             |
| Macao        | 2005                   | -                          |
| Malaisie     | 1993                   | -                          |
| Népal        | 1995                   | -                          |
| Pakistan     | 2002                   | -                          |
| Philippines  | 1993                   | 2e dauphin 1997            |
| Singapour    | 1993                   | 2e dauphin 2000            |
| Sri Lanka    | 1993                   | -                          |
| Syrie        | 2006                   | -                          |
| Taïwan       | 2005                   | 15e place 2005             |
| Thaïlande    | 1995                   | Demi-finaliste 1995        |
| Viêt Nam     | 2002                   | 6e place 2007              |

## Europe
| Pays               | Première participation | Meilleur résultat          |
| ------------------ | ---------------------- | -------------------------- |
| Allemagne          | 1993                   | MANHUNT INTERNATIONAL 1993 |
| Angleterre         | 1993                   | -                          |
| Autriche           | 1994                   | -                          |
| Belgique           | 1993                   | 1er dauphin 2002 et 2006   |
| Biélorussie        | 1998                   | -                          |
| Bosnie-Herzégovine | 2001                   | -                          |
| Bulgarie           | 1998                   | 5e place 1999              |
| Chypre             | 1994                   | -                          |
| Croatie            | 1999                   | 3e dauphin 2001            |
| Danemark           | 1994                   | 2e dauphin 1999            |
| Écosse             | 2005                   | -                          |
| Espagne            | 1994                   | 4e dauphin 2006            |
| Estonie            | 1995                   | -                          |
| Finlande           | 2000                   | -                          |
| France             | 1993                   | MANHUNT INTERNATIONAL 2002 |
| Géorgie            | 1998                   | -                          |
| Gibraltar          | 1997                   | 1er dauphin 2010           |
| Grèce              | 1993                   | MANHUNT INTERNATIONAL 1994 |
| Irlande            | 1993                   | -                          |
| Islande            | 1999                   | 8e place 1999              |
| Italie             | 1993                   | 10e place 2002             |
| Kosovo             | 2002                   | -                          |
| Lettonie           | 1995                   | 1er dauphin 2005           |
| Lituanie           | 2007                   | -                          |
| Luxembourg         | 1999                   | 13e place 2008             |
| Macédoine du Nord  | 1997                   | -                          |
| Malte              | 2002                   | -                          |
| Norvège            | 2000                   | 12e place 2005             |
| Pays-Bas           | 1993                   | 7e place 2002              |
| Pologne            | 1997                   | -                          |
| Portugal           | 1999                   | 12e place 2002             |
| Tchéquie           | 1994                   | -                          |
| Roumanie           | 1995                   | -                          |
| Royaume-Uni        | 1995                   | -                          |
| Russie             | 1998                   | -                          |
| Slovaquie          | 1999                   | MANHUNT INTERNATIONAL 2010 |
| Suède              | 1993                   | MANHUNT INTERNATIONAL 1998 |
| Suisse             | 1993                   | 2e dauphin 1993            |
| Turquie            | 1993                   | MANHUNT INTERNATIONAL 2005 |
| Ukraine            | 1997                   | -                          |
| RF Yougoslavie     | 2001                   | -                          |

Notes :
- Le 4 février 2003, la République fédérale de Yougoslavie a été renommée en Communauté d’États de Serbie-et-Monténégro et abolit officiellement le nom de « Yougoslavie ». En juin 2006, le Monténégro et la Serbie ont déclaré leurs indépendances, mettant ainsi fin aux derniers vestiges d’un État yougoslave.

## Océanie
| Pays                      | Première participation | Meilleur résultat          |
| ------------------------- | ---------------------- | -------------------------- |
| Australie                 | 1993                   | MANHUNT INTERNATIONAL 2000 |
| Hawaï                     | 1995                   | -                          |
| Iles Fidji                | 1994                   | -                          |
| Guam                      | 2005                   | -                          |
| Nouvelle-Calédonie        | 1993                   | 4e dauphin 1993            |
| Nouvelle-Zélande          | 1993                   | MANHUNT INTERNATIONAL 1997 |
| Papouasie-Nouvelle-Guinée | 1999                   | -                          |
| Tonga                     | 1993                   | -                          |
| Vanuatu                   | 1993                   | -                          |

## Anecdotes
- Jusqu’en 2010, l’Allemagne, l’Australie, la Grèce, la Malaisie, les Philippines et Singapour ont participé à tous les concours Manhunt international depuis sa création en 1993. Néanmoins, la Suède est presque aussi assidue : elle participe depuis 1993, mais n’a pas envoyé de représentant en 1995. L’Afrique du Sud et l’Inde ont participé à chaque concours depuis qu’elles l’ont rejoint en 1994. Parmi ces neuf pays, seuls la Malaisie, l’Inde et Singapour n’ont pas remporté le titre de Manhunt international.
- Deux pays ont remporté le titre l’année de leur première participation : l’Allemagne en 1993 et le Maroc en 2008.
- L’Allemagne est le premier pays européen à remporter le titre de Manhunt international. La plupart des vainqueurs proviennent d’Europe (5 gagnants).
- L’Afrique du Sud est le premier pays africain à remporter le titre.
- La Nouvelle-Zélande est le premier pays océanien à remporter le titre.
- Le Venezuela est le premier pays des Amériques à remporter le titre.
- L’Inde est le premier pays asiatique à remporter le titre.
- Il n’y a pas encore eu de Manhunt international provenant des Caraïbes. Le plus haut titre obtenu fut celui de 2e dauphin, remporté par Curaçao en 2005.